# Hell's Kitchen - Le strade dell'inferno
Hell's Kitchen - Le strade dell'inferno (Hell's Kitchen) è un film del 1998 scritto e diretto da Tony Cinciripini.
Distribuito in Italia dalla Eagle Pictures, a tre anni di distanza dalla sua produzione, ovvero il 19 gennaio 2001.

## Trama
In una New York fosca e violenta, tre adolescenti rimangono invischiati in un brutto affare di droga, che porta a conseguenze tragiche. Patty uccide accidentalmente l'amico Hayden e ferisce Johnny, abbandonandolo al suo destino e facendolo incolpare della morte di Hayden. Cinque anni dopo Johnny esce di prigione e cerca di rifarsi una vita come pugile professionista, ma Gloria, la sua ex ragazza e sorella di Hayden, medita vendetta. Gloria vive con la madre Liz un difficile rapporto, dopo che la donna è sprofondata nel tunnel della tossicodipendenza. Patty, nel frattempo divenuto il fidanzato di Gloria, comincia anch'egli a fare uso di droga ed inizia una relazione con Liz; una volta scoperto dalla fidanzata il ragazzo perde la testa confessando a Gloria anche di essere l'assassino di suo fratello. A questo punto Gloria molla il fidanzato e ricomincia a frequentare Johnny, rendendosi conto del modo in cui era stato incastrato. Nel frattempo Johnny, ormai lanciato nel pugilato professionistico, rifiuta di perdere l'incontro come il suo manager - che aveva scommesso ingenti somme contro di lui - gli aveva ordinato; questo comporta la reazione di quest'ultimo che tenta di uccidere Johnny ma finisce con perdere la vita nello scontro a fuoco. Il finale del film mostra Liz che grazie ad una riabilitazione riesce ad uscire dal tunnel della droga e Johnny che, nonostante quanto successo, va a visitare Patty nel manicomio nel quale è rinchiuso, perdonandolo delle sue malefatte.